# Jackie (pel·lícula de 2012)
Jackie és una pel·lícula de comèdia dramàtica neerlandesa del 2012 dirigida per Antoinette Beumer, a partir d'una idea de Marnie Block i Karen van Holst Pellekaan. Els papers principals són interpretats per Carice van Houten, la seva germana real Jelka van Houten i la guanyadora de l'Oscar Holly Hunter. S'ha doblat al català.